# Gmina Piirissaare
Gmina Piirissaare (est. Piirissaare vald) – gmina wiejska w Estonii, w prowincji Tartu.
W skład gminy wchodzą:
- 3 wsie: Piiri, Saare, Tooni.